# Nơi sinh của Mozart

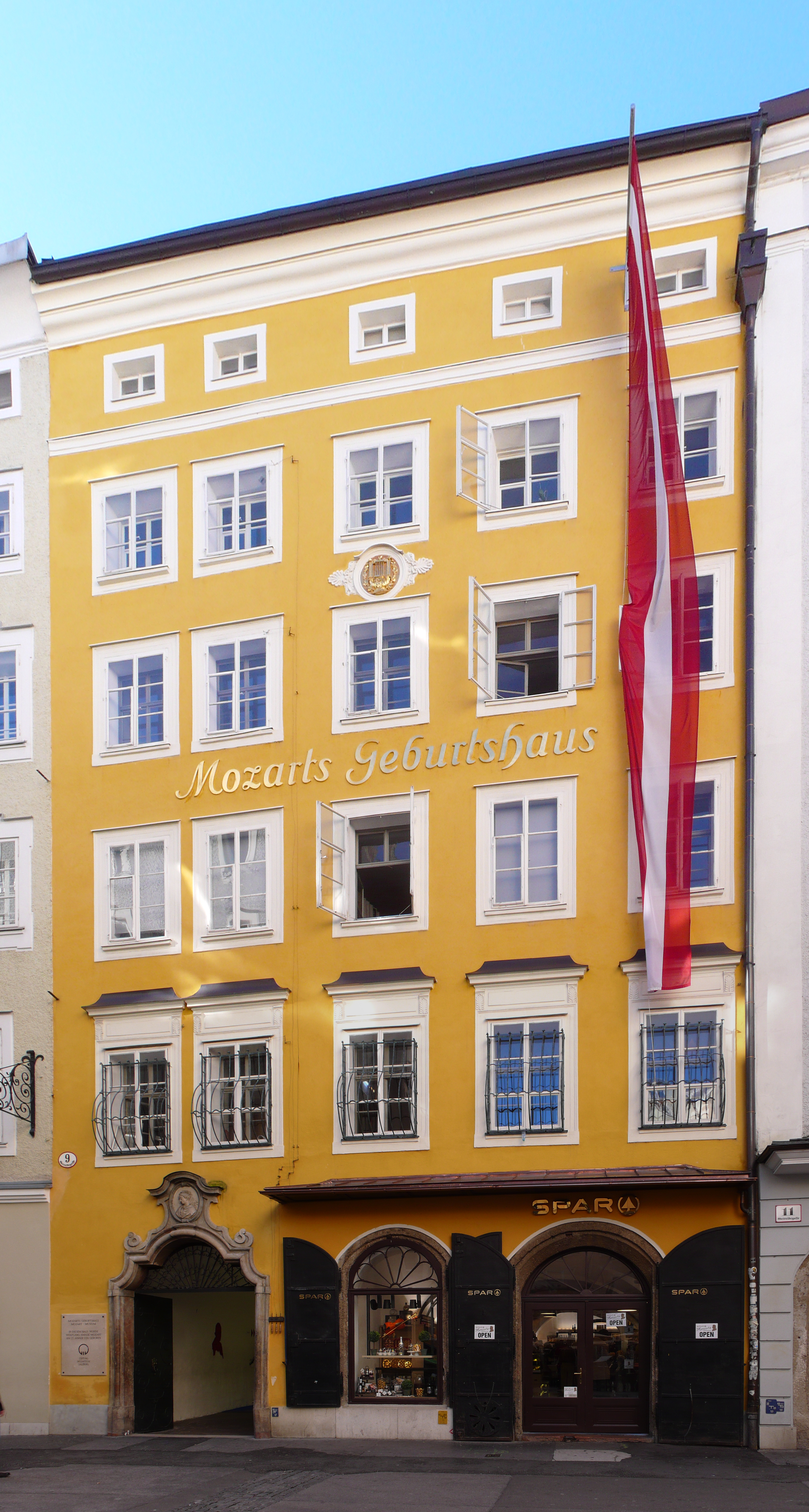
Nơi sinh của Wolfgang Amadeus Mozart

Nơi sinh của Mozart (tiếng Đức: Mozarts Geburtshaus hoặc Hagenauerhaus) là nơi sinh của nhà soạn nhạc người Áo Wolfgang Amadeus Mozart. Toà nhà toạ lạc tại số 9 phố Getreidegasse ở Salzburg, Áo. Gia đình Mozart cư trú ở trên tầng ba từ năm 1747 đến năm 1773. Bản thân ông được sinh ra ở đây vào ngày 27 tháng 1 năm 1756. Ông là người con thứ bảy của Leopold Mozart, một nhạc sĩ của Hội âm nhạc thính phòng hoàng gia Salzburg.
Kể từ năm 1880, tòa nhà này có một bảo tàng mô tả cuộc sống đầu đời của Wolfgang Amadeus Mozart, trong đó trưng bày những nhạc cụ đầu tiên của ông, những tư liệu về người bạn thời thơ ấu của ông và cả niềm đam mê mãnh liệt của ông đối với opera. Tầng thứ ba trưng bày cây vĩ cầm thời thơ ấu của Mozart cũng như các bức chân dung, tài liệu và các ấn bản đầu tiên về âm nhạc của ông, còn tầng hai dành cho niềm yêu thích của Mozart đối với opera và bao gồm cả đàn clavichord mà ông đã sáng tác vở Cây sáo thần. Hiện nay toà nhà này thuộc sở hữu của Quỹ Mozart.

## Lịch sử

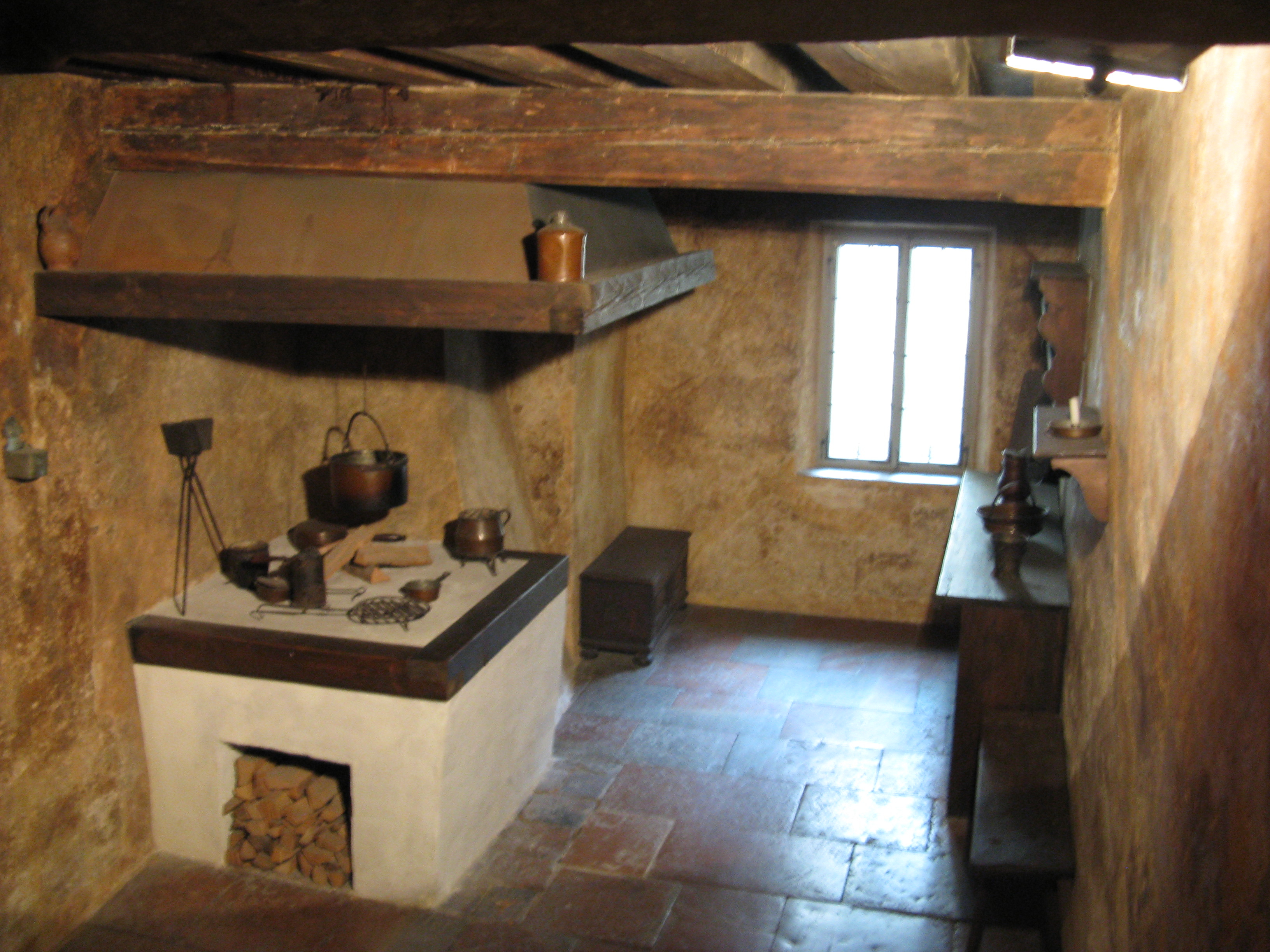
Phòng bếp của Mozart

Theo một tài liệu, ngôi nhà được xây dựng vào thế kỷ 12 trên khu đất từng là một phần của khu vườn thuộc về các tu sĩ dòng Biển Đức của tu viện Thánh Phêrô, Salzburg. Otto Keutzel, một thương gia, được đề cập tới là chủ sở hữu của căn nhà vào năm 1408 trong khi Chunrad Fröschmoser, dược sĩ của triều đình, đã mua khối tài sản vào năm 1585. Trên ô cửa có điêu khắc hình con rắn cuộn mình trong miệng sư tử, biểu tượng của Asclepius, minh chứng cho quyền sở hữu của ông. Năm 1703, ngôi nhà thuộc quyền sở hữu của gia đình Hagenauer; họ đến Salzburg vào khoảng năm 1670. Cụ thể, gia đình này bao gồm Joseph Matin Hagenauer và Johann Laurenz Hagenauer, những người trở thành chủ nhà của gia đình Mozart.
Sau khi kết hôn với Anna Maria Pertl vào ngày 21 tháng 11 năm 1747, Leopold Mozart thuê căn hộ trên tầng ba bao gồm một phòng bếp, một chiếc tủ nhỏ, một phòng khách, một phòng ngủ và một phòng làm việc. Đó là nơi ở của họ cho đến năm 1773 và 7 người con của họ được sinh ra ở đây. Tuy vậy chỉ có hai người là Maria Anna và Wolfgang Amadeus sống sót đến khi trưởng thành. Dù Leopold rời đi khỏi căn nhà vào năm 1773 nhưng ông vẫn thường xuyên liên lạc qua thư từ với chủ nhà trong chuyến lưu diễn lớn của gia đình Mozart từ năm 1763 đến năm 1766. Cũng tại ngôi nhà này, con trai ông đã sáng tác 350 tác phẩm âm nhạc.

## Bảo tàng

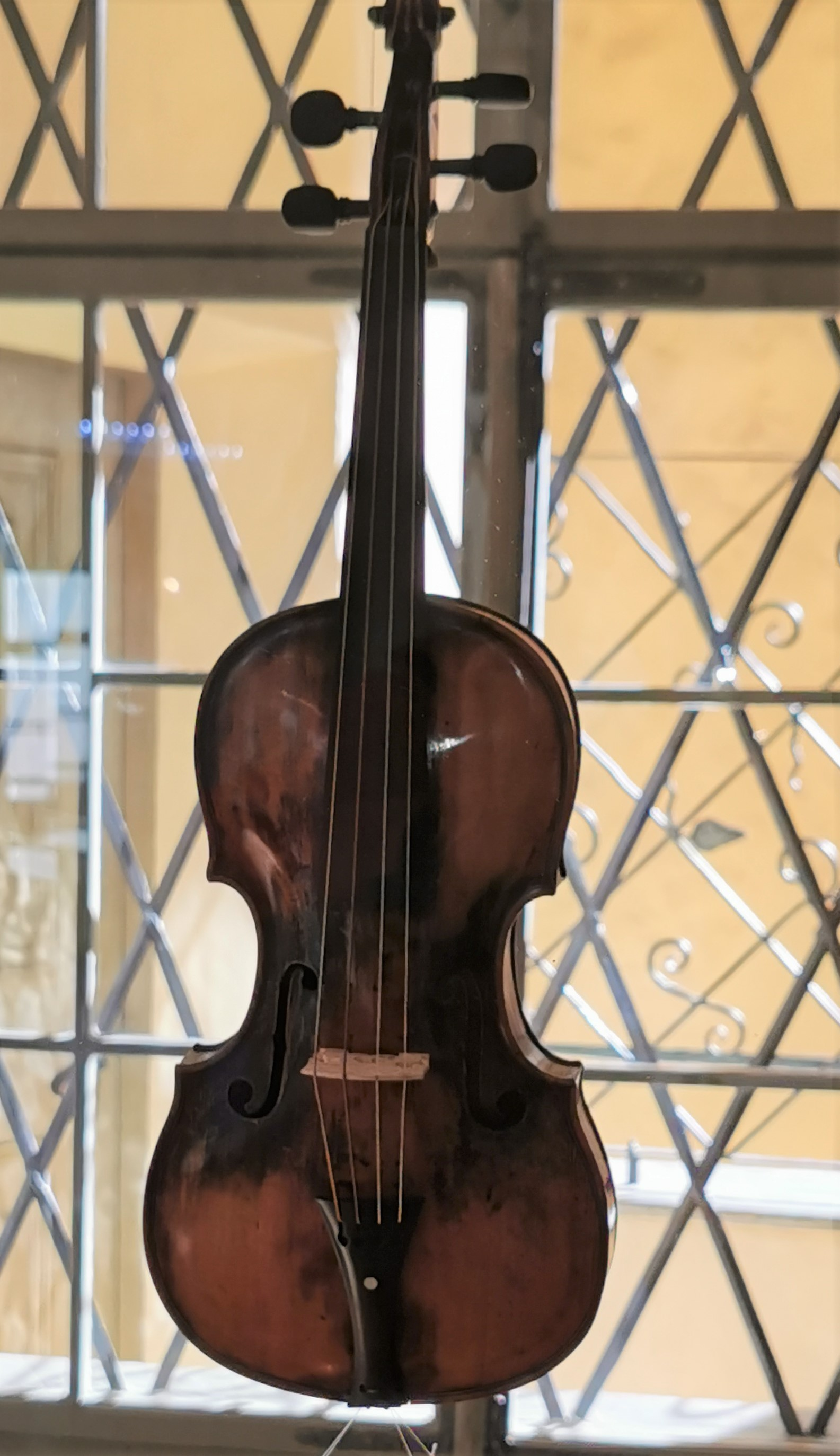
Cây vĩ cầm thời thơ ấu của Mozart

Một bảo tàng được thành lập từ năm 1880 để giới thiệu du khách về nơi sinh của Wolfgang Amadeus Mozart cũng như về cuộc sống đầu đời của nhà soạn nhạc. Nơi đây trưng bày những nhạc cụ đầu tiên của ông, những người bạn thời thơ ấu và niềm đam mê của ông đối với opera. Tầng thứ ba trưng bày cây vĩ cầm thời thơ ấu của Mozart, đàn harpsichord, cũng như các bức chân dung, tài liệu, thư từ gia đình và các ấn bản đầu tiên về âm nhạc của ông. Ngoài ra, còn có những ghi chép về cuộc sống của ông ở Viên cũng như của vợ và gia đình ông. Tầng thứ hai dành cho niềm yêu thích của Mozart đối với opera và bao gồm clavichord mà ông đã sáng tác vở Cây sáo thần. Tầng đầu tiên tái hiện lại điều kiện sống trong thời kì của Mozart với đồ nội thất cổ cũng như các tài liệu và bức tranh gốc minh họa cuộc sống của ông ở Salzburg. Các hiện vật khác trong bảo tàng còn có một bức chân dung chưa hoàn thiện của Mozart do Joseph Lange do anh rể của ông vẽ vào năm 1789 (một trong những bức chân dung nổi bật của Mozart), những bức tranh và cây vĩ cầm thời thơ ấu của mình. Ngày nay, bảo tàng Mozart là một trong những điểm đến thu hút du khách nhất ở thành phố Salzburg.